# Jack McInerney
John McInerney – detto Jack – (Chattanooga, 5 agosto 1992) è un ex calciatore statunitense, di ruolo attaccante.

## Carriera

### Club

#### Gli anni nelle giovanili, esordio con i Philadelphia e il prestito all'Harrisburg
La sua carriera da calciatore inizia nel 2004 quando viene acquistato dal Cobb Soccer Club per militare nelle formazioni giovanili. Dopo cinque stagioni, esattamente nel 2009, vince il premio come miglior giovane calciatore statunitense dell'anno e nello stesso anno il West Ham gli offre un provino. Fallito il provino con il club inglese, nel 2010 viene acquistato dai Philadelphia Union e il 25 marzo dello stesso anno debutta come calciatore professionista nel match contro i Seattle Sounders. Segna la sua prima rete in carriera il 1º maggio 2010 nel match disputato contro i Los Angeles Galaxy.
A metà stagione passa in prestito all'Harrisburg City per giocare più partite nell'United Soccer Leagues Second Division. Debutta con la sua nuova squadra il 24 luglio 2010 nel match contro il Charleston Battery.

#### Il ritorno ai Philadelphia Union
Una volta concluso il prestito con il club di Pennsylvania ritorna al suo club di appartenenza per conquistare un posto in prima squadra. Il 28 agosto 2010 segna un gol contro i New England Revolution. Quattro giorni dopo segna la rete decisiva che sancisce la vittoria ai danni del Chivas de Guadalajara. Il 6 agosto 2011 segna la sua prima rete in campionato contro l'Houston Dynamo.

#### Il passaggio a Montréal
Il 4 aprile 2014 passa ai canadesi dell'Impact de Montréal, all'interno di uno scambio di mercato con Andrew Wenger.

### Los Angeles Galaxy
Il 18 aprile 2017 passa ai Los Angeles Galaxy dopo essersi svincolato dal Portland Timbers un mese prima.

### Nazionale
Debutta con l'Under-15 nel 2006 e, dopo alcune amichevoli, entra a far parte dell'Under-17 per partecipare al Campionato mondiale Under-17 e in quell'edizione mette a segno due reti. Nel 2010  esordisce con l'Under-20 e nel 2011 nell'Under-23.

## Palmarès

### Competizioni Nazionali
- Canadian Championship: 1

Montréal Impact: 2014

### Nazionale
- Gold Cup: 1

2013